# 野崎徳四郎
野崎 徳四郎（のざき とくしろう、1850年（嘉永3年） - 1933年（昭和8年）3月16日）は、尾張国愛知郡下之一色村出身の農業技術者。ハクサイ栽培の国産化に貢献した。

## 人物
徳四郎は1850年（嘉永3年）、尾張国愛知郡下之一色村において、農家であった西川藤三郎の長男としてこの世に生を受けたが、1866年（慶応2年）に同郡荒子村中須（現中川区大蟷螂町）の農家野崎林左衛門の家に養子として迎えられることとなった。
徳四郎の転機となったのは、愛知県植物園（現愛知県立農事試験場）に栽培指導を請いに訪れるようになったことであった。この植物園は、外来の野菜などを取り寄せては試験栽培を行っており、その中には1875年（明治8年）に開催された東京博覧会において清国から出展された山東白菜の子孫があった。この白菜は、10年ほど同植物園で栽培が繰り返されていたものの、結球に至らなかったものであった。
1885年（明治18年）、半結球状態にまでこぎつけた白菜の種を譲り受けた徳四郎は、自身の畑において栽培を開始することにした。ここから状態のよい株を選りすぐり、ひたすら交配を繰り返すことにより、10年後の1895年（明治28年）にようやく結球白菜の成功にこぎつけた。
徳四郎はこの成功を独占せず、積極的に栽培方法の宣伝に努めた。1910年（明治43年）には愛知県の品評会に出品し、同時に栽培方法などをまとめた「山東白菜栽培事蹟、附経営法」と銘打った小冊子を配布している。また、1917年（大正6年）には「愛知白菜採種組合」を結成した。
このころ、愛知県試験場が愛知白菜と命名している。

## 関連文献
- 愛知県小中学校長会 編『愛知に輝く人々 4 明治のともしび』財団法人愛知県教育振興会、1983年11月1日。